# Municipio de Allegany
El municipio de Allegany (en inglés: Allegany Township) es un municipio ubicado en el condado de Potter en el estado estadounidense de Pensilvania. En el año 2000 tenía una población de 402 habitantes y una densidad poblacional de 3 personas por km².

## Geografía
El municipio de Allegany se encuentra ubicado en las coordenadas 41°52′00″N 77°54′59″O / 41.86667, -77.91639.

## Demografía
Según la Oficina del Censo en 2000 los ingresos medios por hogar en la localidad eran de $37,917 y los ingresos medios por familia eran $51,250. Los hombres tenían unos ingresos medios de $37,031 frente a los $17,917 para las mujeres. La renta per cápita para la localidad era de $18,391. Alrededor del 7,1% de la población estaban por debajo del umbral de pobreza.